# Jean Pagès-Allary
Jean-Baptiste Pagès-Alary est un géologue et un archéologue français né le 22 septembre 1863 à Murat (Cantal), où il est décédé le 13 juin 1926.
Connu pour ses recherches minières sur la silice de Neussargues, l'or de Bonnac et la domite d'Albepierre, devenu célèbre par ses découvertes archéologiques à Chastel-sur-Murat, à La Tourille et au tumulus de Celles.
Archéologue qui a surtout été actif dans le Cantal, il fut un membre de la Société de la Haute-Auvergne, et président de la Société préhistorique française.
Il fut aussi un précurseur du tourisme hivernal et du ski au Lioran.

## Biographie
Attiré par les sciences naturelles, il se lia très tôt au groupe de naturalistes gravitant autour de Jean-Baptiste Rames (1832-1894) à Aurillac. Il s'initia à la géologie, à l'archéologie, participant à la vaste entreprise d'étude du volcan cantalien lancée par Rames.
Il travailla particulièrement avec Marcellin Boule (1861-1942), Joseph Déchelette (1862-1914) et Pierre Marty (1863-1926).

## Œuvres
- Jean Pagès-Allary, Joseph Déchelette et Antoine Lauby, « Le Tumulus arverne de Celles près Neussargues (Cantal) », L'Anthropologie, no 14,‎ 1903, p. 385-416 (lire en ligne).
- Jean Pagès-Allary, Antoine Lauby et Gaston Charvilhat, « La grotte Pic, à l'Orcier, près Retournac (Haute-Loire). Premiers sondages et fouilles des 7 et 8 novembre 1911 », Bulletin de la Société préhistorique française, vol. 8, no 11,‎ 1911, p. 717-719 (lire en ligne).